# Kevin Ford (mathématicien)
Pour les articles homonymes, voir Kevin Ford.
Kevin B. Ford, né le 22 décembre 1967, est un mathématicien américain travaillant en théorie analytique des nombres.

## Formation et carrière
Il est professeur au département de mathématiques de l'Université de l'Illinois à Urbana-Champaign depuis 2001. Avant cette nomination, il était membre du corps professoral de l'Université de Caroline du Sud.
Ford a obtenu un BS (Bachelor of Science) en informatique et en mathématiques en 1990 de l'Université d'État de Californie. Il a ensuite fréquenté l'Université de l'Illinois à Urbana-Champaign, où il a terminé ses études de doctorat en 1994 sous la direction de Heini Halberstam.

## Recherche
Les premiers travaux de Ford se sont concentrés sur la distribution de l'indicatrice d'Euler. En 1998, il a publié un article qui étudiait en détail la plage de cette fonction et établissait que la conjecture de Carmichael est vraie pour tous les entiers jusqu'à {\displaystyle 10^{10^{10}}}. En 1999, il a résolu la conjecture de Sierpiński.
En août 2014, Kevin Ford, en collaboration avec Green, Koniaguine et Tao, a résolu une conjecture de longue date d'Erdős sur les grands écarts entre les nombres premiers, également prouvée indépendamment par James Maynard. Les cinq mathématiciens ont reçu pour leur travail le plus grand prix Erdős (10 000 $) offert pour la première fois. En 2017, ils ont amélioré leurs résultats dans un article commun.
En 2013, il devient membre honoraire de l'American Mathematical Society.